# ایتزیار گورروتکساگا
ایتزیار گورروتکساگا (انگلیسی: Itziar Gurrutxaga؛ زادهٔ ۴ آوریل ۱۹۷۷) بازیکن فوتبال اهل اسپانیا است.
از باشگاه‌هایی که در آن بازی کرده‌است می‌توان به باشگاه فوتبال اتلتیک بیلبائو اشاره کرد.
وی همچنین در تیم‌های ملی فوتبال زنان اسپانیا و Basque Country women's national football team بازی کرده‌است.